# آل عمار (مكيراس)

تعديل مصدري - تعديل

ال عمار هي إحدى قرى عزلة مكيراس بمديرية مكيراس التابعة لمحافظة البيضاء، بلغ تعداد سكانها 306 نسمة حسب تعداد اليمن لعام 2004.